# A Sister of Six
A Sister of Six é um filme mudo de faroeste norte-americano de 1916, produzido por Fine Arts Film Company e distribuído pela Triangle Film Corporation. Foi dirigido pelos irmãos Chester M. Franklin e Sidney Franklin e estrelado por Bessie Love. É um filme perdido.

## Elenco
- Ben Lewis – Amos Winthrop
- Bessie Love – Prudência
- Georgie Stone – Jonathan
- Violet Radcliffe – Eli
- Carmen De Rue – Priscilla
- Francis Carpenter – Benjamin
- Beulah Burns – Abigail
- Lloyd Perl – Allan
- Ralph Lewis – Caleb Winthrop
- Frank Bennett – Joaquin Sepulveda
- Allan Sears – Don Francisco Garcia
- Charles Gorman – John Longstreet
- Charles Stephens – Diego
- Alberta Lee – Miss Ruth